# Masuda (Shimane)
Masuda (益田市 Masuda-shi?) es una ciudad localizada en la prefectura de Shimane, Japón. En junio de 2019 tenía una población estimada de 45.489 habitantes y una densidad de población de 62 personas por km². Su área total es de 733,19 km².

## Historia
La ciudad fue fundada el 1 de agosto de 1952.
El 1 de noviembre de 2004, las ciudades de Mito y Hikimi se fusionaron con Masuda.

## Geografía

### Localidades circundantes
- Prefectura de Shimane
  - Hamada
  - Tsuwano
  - Yoshika
- Prefectura de Yamaguchi
  - Hagi
  - Iwakuni
- Prefectura de Hiroshima
  - Hatsukaichi
  - Kitahiroshima
  - Akiōta

## Demografía
Según los datos del censo japonés, esta es la población de Masuda en los últimos años.
| Año del censo | Población |
| ------------- | --------- |
| 1995          | 56.596    |
| 2000          | 54.622    |
| 2005          | 52.368    |
| 2010          | 50.015    |
| 2015          | 47.718    |

## Relaciones

### Ciudades hermanadas
- Ningbó, China
- Queenstown, Nueva Zelanda